# 19447 Jessicapearl
19447 Jessicapearl è un asteroide della fascia principale. Scoperto nel 1998, presenta un'orbita caratterizzata da un semiasse maggiore pari a 2,2923014 UA e da un'eccentricità di 0,1065603, inclinata di 5,95335° rispetto all'eclittica.